# Bifurcia
Bifurcia Saaristo, Tu & Li, 2006 è un genere di ragni appartenente alla famiglia Linyphiidae.

## Distribuzione
Le quattro specie oggi note di questo genere sono state rinvenute in Cina.

## Tassonomia
Per la determinazione delle caratteristiche della specie tipo sono tenute in considerazione le analisi sugli esemplari di Arcuphantes ramosus Li & Zhu, 1987.
In un lavoro dell'aracnologo Tanasevitch, (2010d), questo genere è ritenuto sinonimo posteriore di Arcuphantes Chamberlin & Ivie, 1943.
Dal 2010 non sono stati esaminati esemplari di questo genere.
A dicembre 2012, si compone di quattro specie:
- Bifurcia cucurbita Zhai & Zhu, 2007 — Cina
- Bifurcia curvata (Sha & Zhu, 1987) — Cina
- Bifurcia ramosa (Li & Zhu, 1987)[3] — Cina
- Bifurcia songi Zhai & Zhu, 2007 — Cina